# Juviles
Juviles es una localidad y municipio español perteneciente a la provincia de Granada, en la comunidad autónoma de Andalucía. Está situado en la parte central de la Alpujarra Granadina. Limita con los municipios de Trevélez, Bérchules, Lobras, Cástaras y Busquístar. Gran parte de su término municipal, situado sobre una pequeña meseta rodeada de castaños, se encuentra en el parque nacional de Sierra Nevada. Igualmente, el propio núcleo y los terrenos situados por debajo del mismo, forman parte del Sitio Histórico de la Alpujarra
Este pueblo es el más pequeño en población de toda la comarca alpujarreña y de la provincia de Granada.
Su principal riqueza es la elaboración y curación del jamón y el turismo rural.

## Toponimia
El topónimo de la localidad procede del árabe y se escribía anteriormente en español con la grafía "Xubiles".

## Historia
Los primeros datos conocidos sobre Juviles se remontan al siglo VIII, al comienzo de la época hispanomusulmana, a tenor del alcázar datado en ese siglo (El Fuerte de Juviles). Su localización responde a intereses estratégicos y en épocas de dificultad, servía de protección a los pueblos vecinos.
Durante la reconquista, presentó firme resistencia a las tropas cristianas. Esto motivó que una vez capturada la plaza, el rey Fernando el Católico ordenara su destrucción para evitar que volviera a servir de refugio a los rebeldes.
Fue la cabeza de la Taha de Jubiles, la cual aglutinaba hasta 12 lugares.
El siglo XVI supone un serio revés para la localidad: el apoyo ofrecido a la rebelión morisca le reporta una dura represalia. La población fue expulsada tras la victoria cristiana y la villa repoblada con castellanos

## Demografía
Juviles cuenta con una población de 138 habitantes (INE 2024).
| Gráfica de evolución demográfica de Juviles entre 1842 y 2021                                                       |
| |
| Población de derecho según los censos de población del INE Población de hecho según los censos de población del INE |

## Fiestas
En el primer o segundo fin de semana del mes de agosto se celebran las fiestas patronales y populares de este pequeño municipio, en honor de la Santísima Virgen del Rosario. También en enero, con motivo de la festividad de San Sebastián, se celebran fiestas.

## Economía

### Evolución de la deuda viva municipal
| Gráfica de evolución de Deuda viva del Ayuntamiento de Juviles entre 2008 y 2019                                |
| |
| Deuda viva del Ayuntamiento de Juviles en miles de Euros según datos del Ministerio de Hacienda y Ad. Públicas. |